# Siwy Wierch

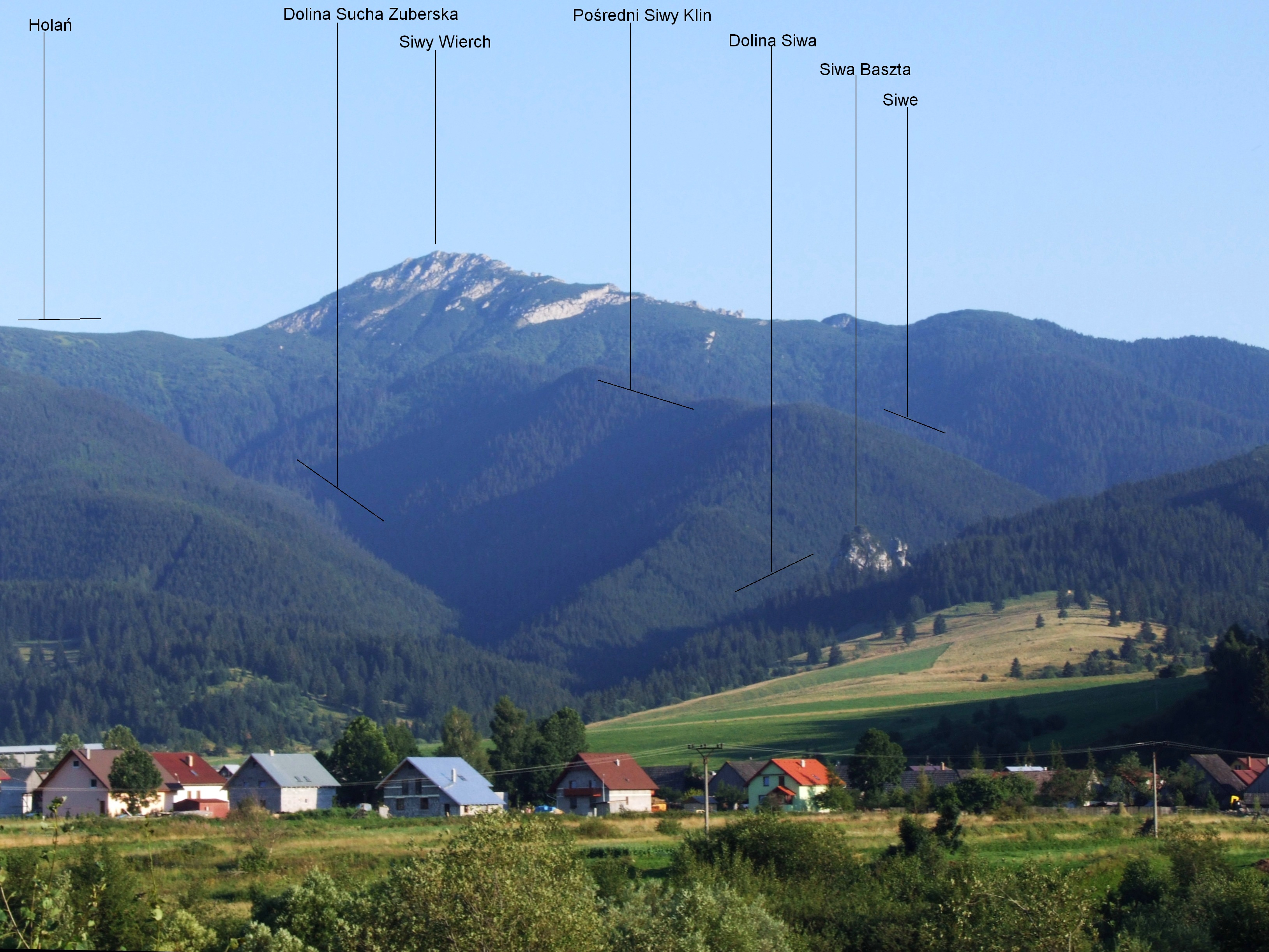
Masyw Siwego Wierchu od północy; w schodzącej w prawo zachodniej grani widoczny grzebień Rzędowych Skał

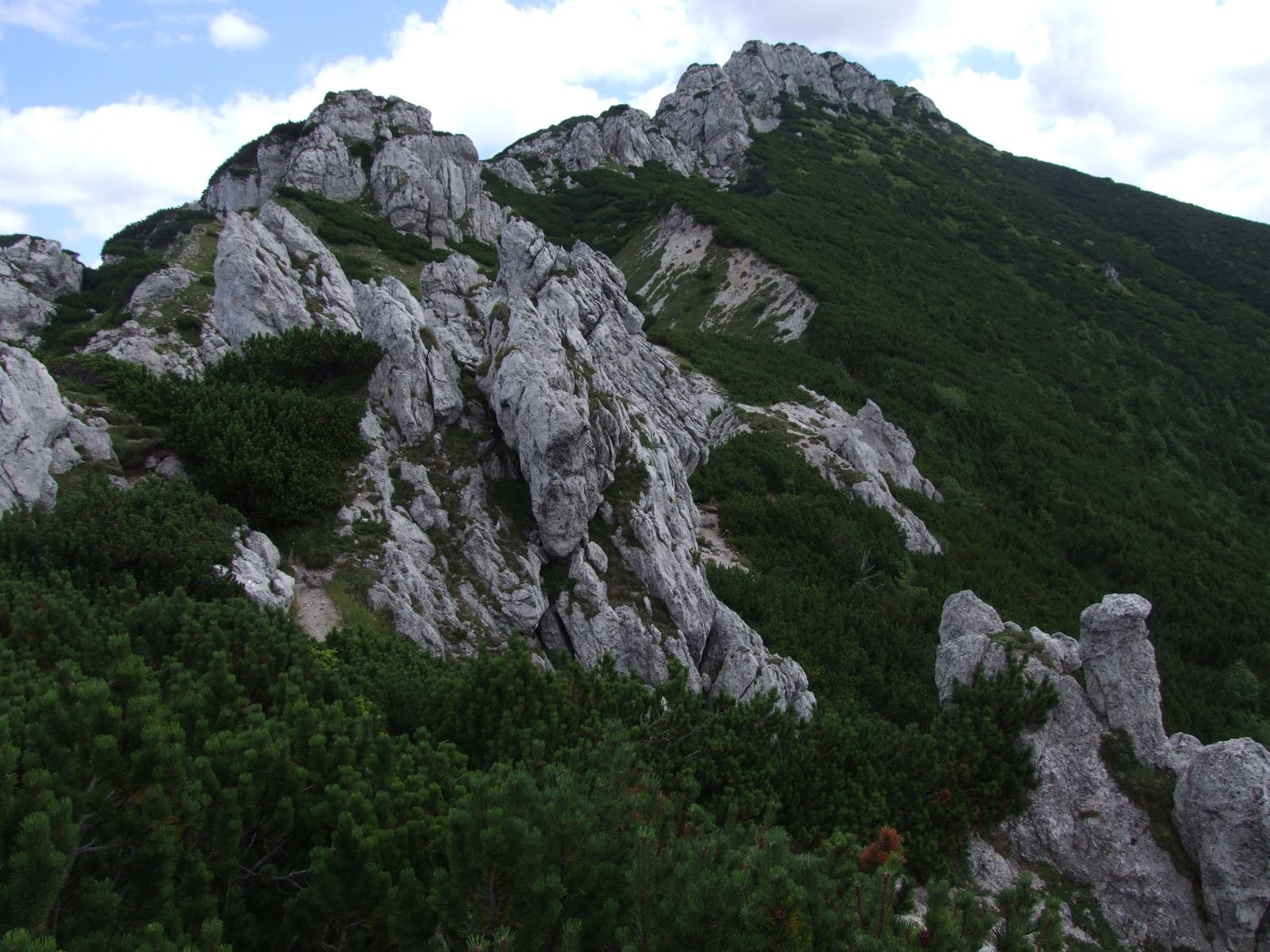
Rzędowe Skały i Siwy Wierch

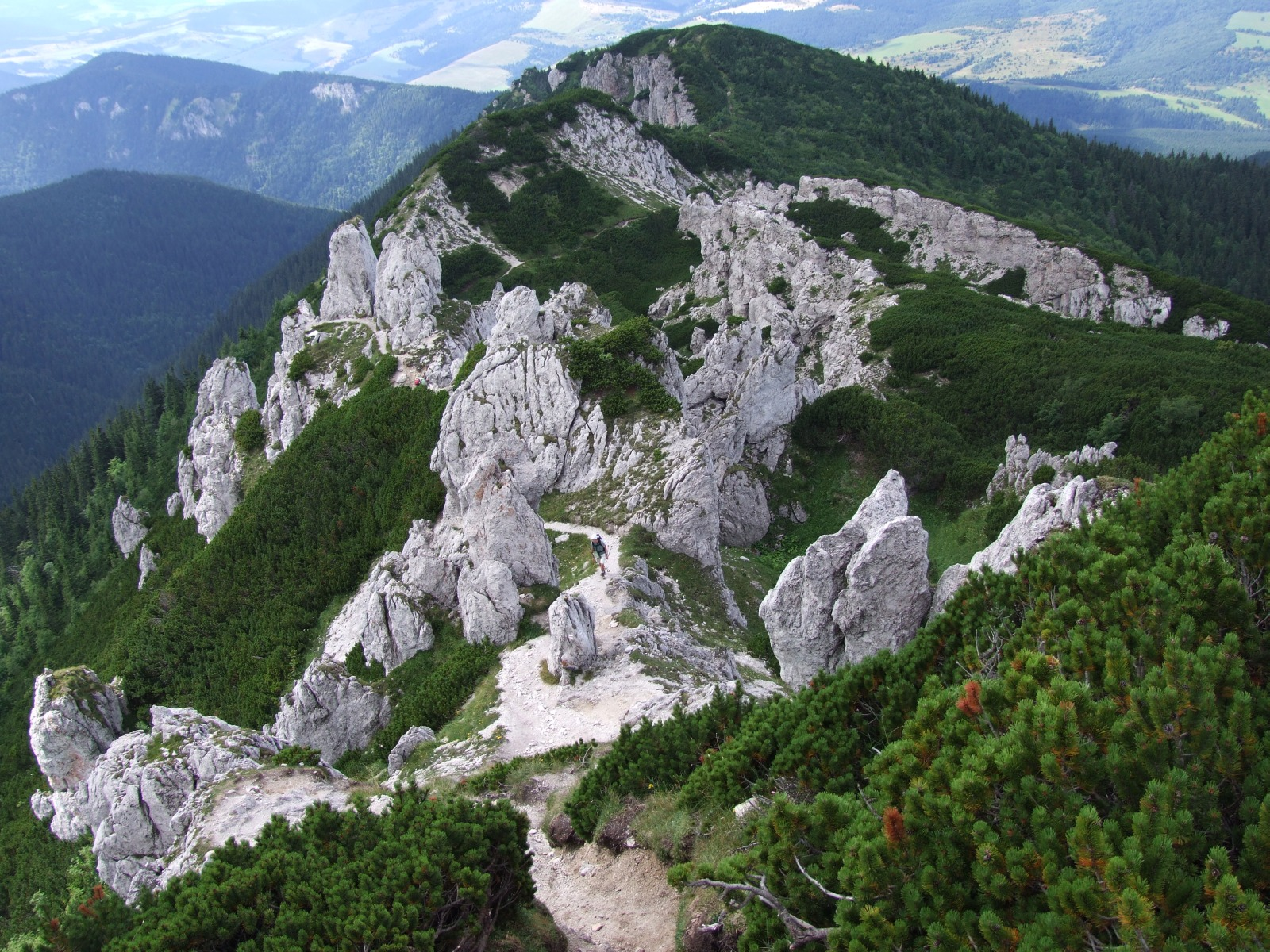
Zachodnia grań Siwego Wierchu

Siwy Wierch (słow. Sivý vrch, 1805 m) – szczyt położony na Słowacji, w grani głównej Tatr Zachodnich w pobliżu jej zachodniego końca.

## Topografia
Jest ostatnim ku zachodowi wybitniejszym szczytem Tatr Zachodnich. W grani głównej znajduje się pomiędzy Siwą Kopą (1631 m), oddzielony od niej przełęczą Siwy Przechód (1610 m), a Zuberskim Wierchem (1747 m), od którego oddziela go szeroka przełęcz Palenica Jałowiecka (1572 m). Jest też szczytem zwornikowym; w południowym kierunku odchodzi od niego boczna, południowa grań Siwego Wierchu. Najbliższym wzniesieniem w tym grzbiecie jest Mała Ostra, oddzielona od Siwego Wierchu trawiastym siodłem Siwej Przehyby.
Wznosi się nad czterema dolinami. Południowo-zachodnie stoki opadają do głównego ciągu Doliny Suchej Sielnickiej, najbardziej na zachód wysuniętej doliny walnej Tatr. Wschodnie zbocza masywu opadają do Doliny Bobrowieckiej Liptowskiej, górnego piętra Doliny Jałowieckiej, zaś północne do Doliny Siwej i Doliny Suchej. Te dwie ostatnie doliny oddziela od siebie Pośredni Siwy Klin (Czoło), odchodzący od grani głównej nieco na zachód od głównego wierzchołka Siwego Wierchu.
Rozległy masyw zbudowany jest z wapieni i dolomitów płaszczowiny choczańskiej, które tworzą tzw. miasto skalne. Jest to noszący nazwę Rzędowych Skał labirynt turni i baszt skalnych, poprzedzielanych rozpadlinami. W 1842 polski geolog Ludwik Zejszner prowadził tutaj badania. Tereny krasowe zajmują powierzchnię ok. 30 km². W tak szeroko pojętym masywie Siwego Wierchu stwierdzono obecność 62 jaskiń o łącznej długości korytarzy 1028 m. Największa z nich to Studnia w Siwym Wierchu o łącznej długości korytarzy 250 m.

## Opis szczytu
Do ok. 1200 m n.p.m. sięga na Siwym Wierchu regiel dolny. Powyżej tej granicy dominują świerczyny regla górnego. Górna granica lasu zarysowuje się na wysokości 1400–1500 m n.p.m. Obok karlejących świerków występuje tu jarząb pospolity, porzeczka skalna, pojawia się kosodrzewina. W ziołoroślach w niższych partiach zboczy rosną tu m.in. lilia złotogłów, jaskier platanolistny, modrzyk górski, a nieco wyżej ciemiężyca zielona i tojad mocny. Ze storczykowatych często spotykanymi są podkolan biały i kukułka Fuchsa.
Na wapiennych skałach występuje bardzo bogata roślinność. Była ona badana przez polskiego botanika Bolesława Kotulę. W 1974 r. utworzono Rezerwat przyrody Sivý vrch o powierzchni 112,67 ha, chroniący swoistą florę i faunę (szczególnie bezkręgowców).
Tylko tutaj w obrębie całych Tatr występuje rzadka roślina – goździk lśniący, na Słowacji bardzo rzadki, w Polsce wymarły. Drugim paleoendemitem tu występującym jest skalnica tatrzańska. W czerwcu wielkimi łanami zakwita dębik ośmiopłatkowy. Innymi reliktami epoki glacjalnej są wierzba alpejska i wierzba żyłkowana. Poza tym rosną tu ośmiał alpejski, turzyca zawsze zielona, mokrzyca Kitaibela, tłustosz pospolity, dzwonek drobny, skalnica nakrapiana, niebielistka trwała, zerwa kulista, a także zarzyczka górska, goryczka krótkołodygowa, pierwiosnek łyszczak.
Dokument z 1615 r. określa Siwy Wierch nazwą Biała Skała, Matej Bel w 1736 r. w swym dziele pt. Notitia Hungariae novae historico geografica nazwą Szczyt Sywy, albo Mons Griseus, Ludwik Zejszner nazwą Siwa Góra. Polacy wnieśli spory wkład w badania naukowe Siwego Wierchu.

## Turystyka
Na szczycie Siwego Wierchu od dawna bywali góralscy myśliwi i pasterze. Pierwsze znane wejście zimowe należy do Polaków. Dokonał go Józef Grabowski z towarzyszami w 1914 r.
Na szczycie skrzyżowanie dwóch szlaków turystycznych. Na szlaku czerwonym pomiędzy Siwą Kopą a Siwym Wierchem pewne trudności techniczne – 2 trudne do przejścia odcinki ubezpieczone łańcuchami.

## Szlaki turystyczne
czerwony: Wyżnia Huciańska Przełęcz – Białe Wrótka – Siwy Wierch – Palenica Jałowiecka – Brestowa.
- Czas przejścia od szosy z Wyżniej Huciańskiej Przełęczy na Siwy Wierch: 3 h, ↓ 2h
- Czas przejścia z Siwego Wierchu na Palenicę Jałowiecką: 30 min, ↑ 40 min

  zielony: rozdroże pod Tokarnią – rozdroże pod Babkami – Babki – Przedwrocie – Siwy Wierch. Czas przejścia: 3:45 h, ↓ 2:30 h, suma podejść ponad 1200 m